# Ctenocheilocaris minor
Ctenocheilocaris minor är en kräftdjursart som beskrevs av Jeanne Renaud-Mornant 1978-79. Ctenocheilocaris minor ingår i släktet Ctenocheilocaris och familjen Derocheilocarididae. Inga underarter finns listade i Catalogue of Life.